# Josep Coll i Roca
Josep Coll i Roca (Sallent, 1885 - Manresa, 1956) fou un polític català

## Biografia
De molt jove participà en les activitats del Centre de Dependents. Més tard adquirí i dirigí el diari El Pla de Bages.
Fou un gran impulsor de la Biblioteca Popular i de l'Institut d'Ensenyament Mitjà.
Va ser alcalde de Manresa en diverses ocasions entre 1916 i 1931. L'abril del 1931, va perdre les eleccions com a candidat dels Regionalistes manresans. Fou el darrer alcalde manresà de l'època monàrquica.